# Doric
Pour le paquebot britannique, voir Doric (paquebot de 1923).
Le doric est un dialecte de la langue scots parlé sur la côte nord-est de l'Écosse. Il diffère de celui de la « ceinture centrale » parlé notamment à Édimbourg et Glasgow. 

## Le doric et l’anglais
Si le doric, par ses origines, est un parent de la langue anglaise, les deux langues se différencient assez nettement. Le doric est même probablement le dialecte du scots qui se dissocie le plus de l'anglais. La plupart des locuteurs du doric ne l'utilisent pas à l'écrit. Comme cette langue ne bénéficie d'aucun système d'enseignement, son vocabulaire est à terme menacé d'oubli. L'anglais ayant le statut de langue officielle, a gagné beaucoup de terrain. Pour autant, le doric n'a pas disparu. Il est resté vivace dans les campagnes autour d'Aberdeen. 

## Exemples
Quelques phrases en doric : 
- Fit like? (API : /fɪt laɪk/) – Comment ça va ?
- Far div ye come fae? (/faːr dɪv jə kʌm feː/) – D'où venez-vous ?
- We fowk fa bide roon Aiberdeen hae a twang fit nae mony ither fowk ken noo. (/wi foːk faː baɪd ru:n ˈEbɘrdiːn heː a twaŋ fit neː ˈmeniː iðɘr foːk ken nuː/) – Nous qui habitons aux environs d'Aberdeen avons un dialecte que peu d'autres connaissent maintenant.
- It's a braa bricht moonlicht nicht e nicht! (/ɪtz ɘ braː brixt ˈmuːnlixt nixt ɘ nixt) – C'est une nuit de lune claire, cette nuit !
- Gin mair chiels kent foo tae scrieve wir leid we widna be in sic an ill wye (/gɪn meːr t͡ʃiːlz kent fuː teː skriːv wir leːd wiː ˈwɪdnɘ biː ɪn sik ɘn ɪl wəi/) – Si plus de gens savaient écrire notre langue nous ne serions pas dans cette si mauvaise situation.

## Les différences entre le doric et le scots
Le doric diffère sensiblement du dialecte scots de la « ceinture centrale ». La différence la plus visible est le [f] à la place du [w] (‹ wh ›). Par exemple en doric on dit fa kens fit (« qui sait quoi »), au lieu de wha kens whit dans le sud de l'Écosse. 
Il y a également d'autres différences:
- aw, au et aa (tout) sont prononcés /aː/ au lieu de /ɑː/, /ɒː/—  a'  ou aa.
- Un a avant /b/, /g/, /m/ et /ŋ/ peut être lu /ə/ ou /ʌ/.
- ui se prononce /i(ː)/ et /wi(:)/ après /g/ et /k/, exemple : abeen qui veut dire « au-dessus » au lieu de abuin, gweed et qheet au lieu de guid (« bon ») et cuit (« cheville »).
- le groupe ane se prononce /in/, comme par exemple eence au lieu de aince (une fois).
- le /g/ et le /k/ se prononcent comme gnap et knowe.

Il y a aussi des mots qui diffèrent. En doric on dit par exemple loon (garçon) et quine (fille) au lieu de lad et lass dans le sud. La différence est visible dans la phrase suivante :
- Quines fa hinna gingt tae skweel wull nae kin dee ony laess an eens fa hae. (doric)
- Lasses wha've no wint tae schuil wull no can dae ony less than thae wha hiv. (scots standard)
- Les filles qui ne sont pas allées à l'école ne pourront pas faire moins que celles qui y sont allées. (français)

On trouve des mots de gaélique écossais en doric qui n'existent pas en scots comme claik (« bavarder »), mais la plupart de ceux qui parlent scots comprennent quand même ce mot. Le dialecte doric possède en outre ses propres tournures comme fitna (« lequel ») qui correspond au whilk du scots standard.